# 2023年多倫多影評人協會獎
第27屆多倫多影評人協會獎（The 27th Toronto Film Critics Association Awards）是多倫多影評人協會以茲獎勵2023年電影的獎項。2023年12月17日，由協會成員於大都會廳投票得出獲獎名單；2024年1月18日公布特別獎得主；2024年3月4日在英皇愛德華酒店舉行頒獎典禮，並在典禮上揭曉羅傑斯最佳加拿大電影獎、最佳加拿大紀錄片得獎者。

## 獲獎名單

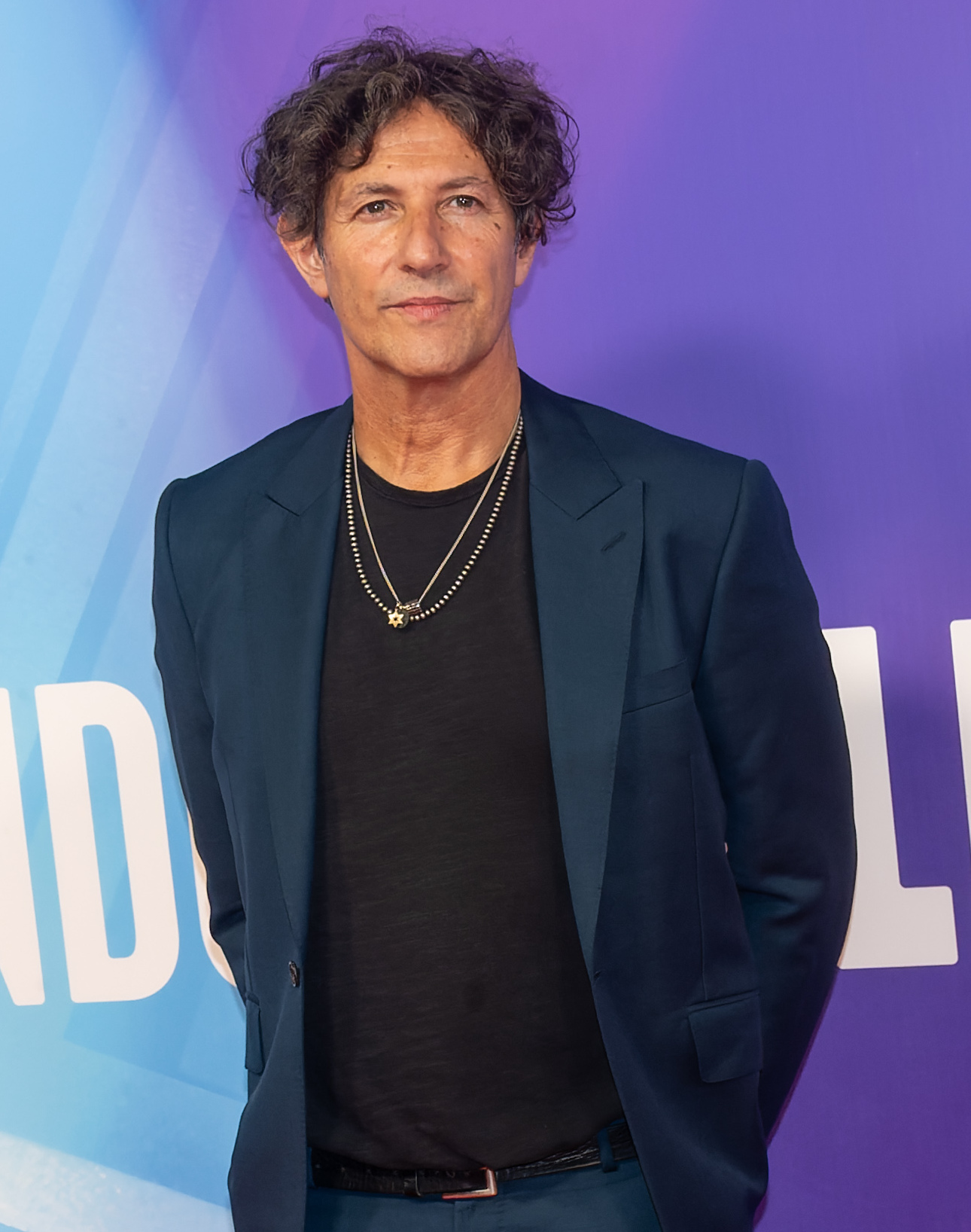
最佳導演：強納森·葛雷澤

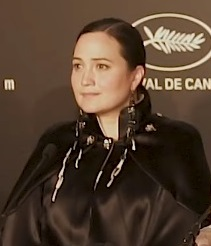
最佳主角演出：莉莉·格萊斯頓

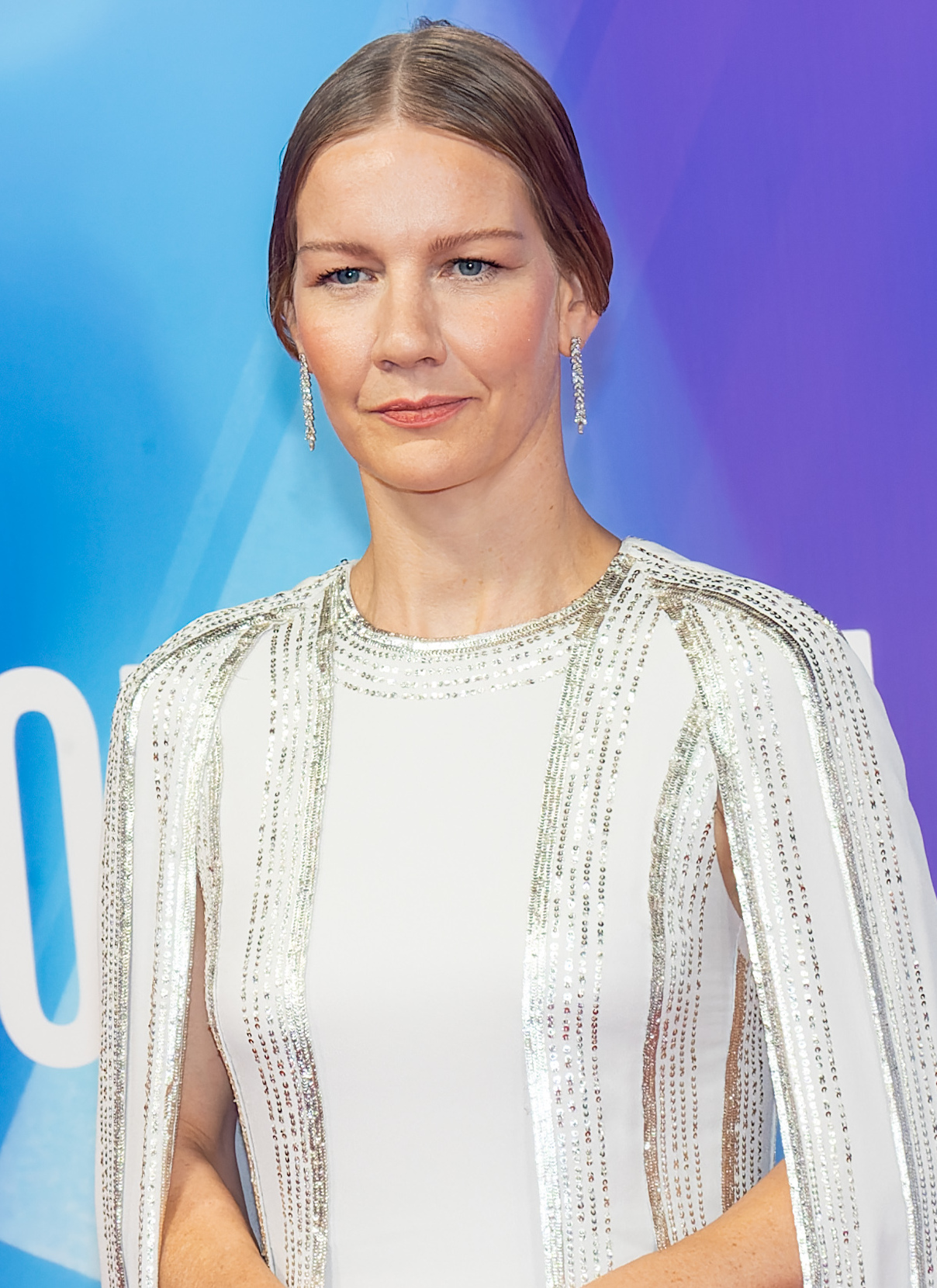
最佳主角演出：桑德拉·惠勒

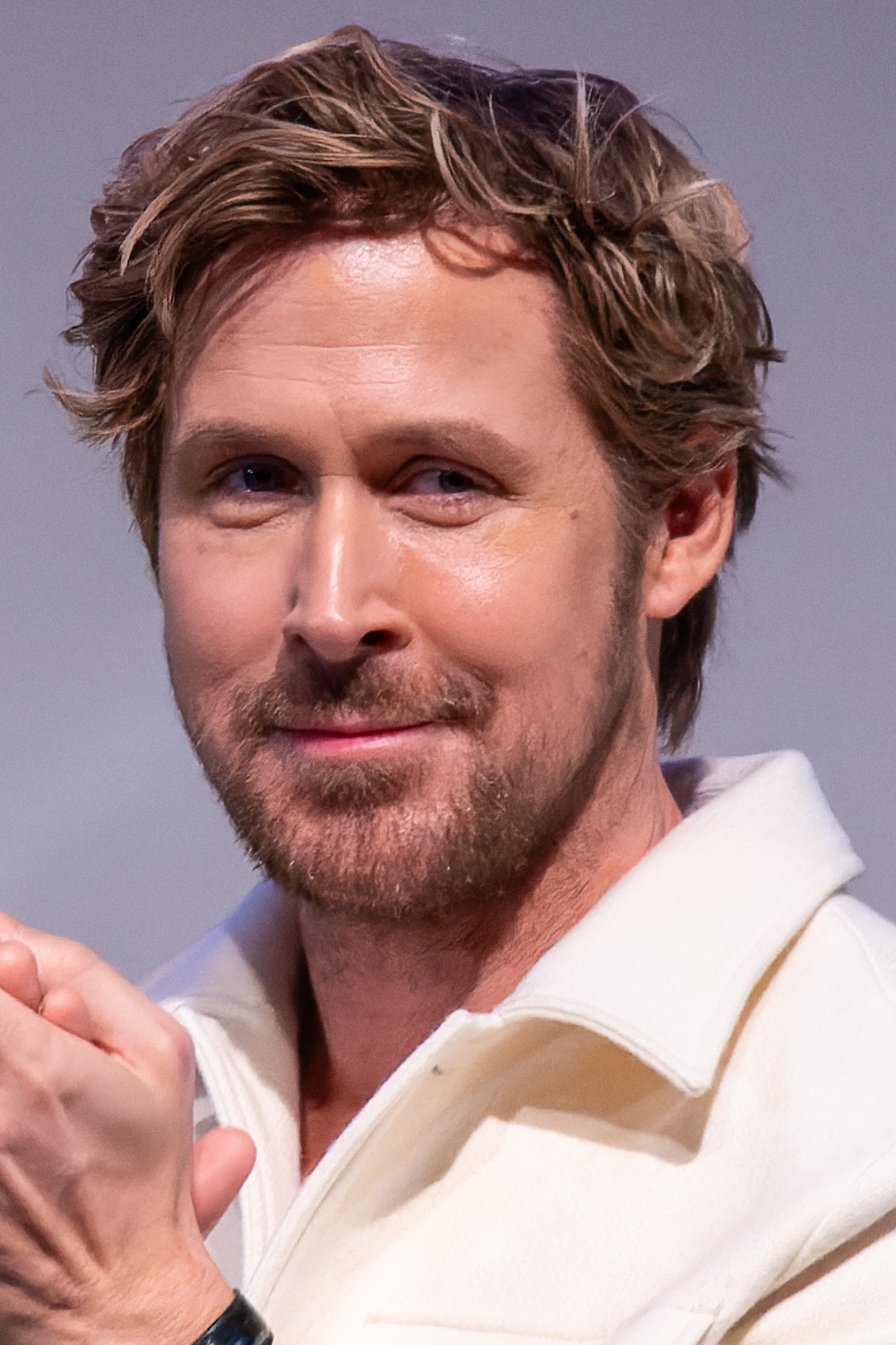
最佳配角演出：瑞恩·高斯林

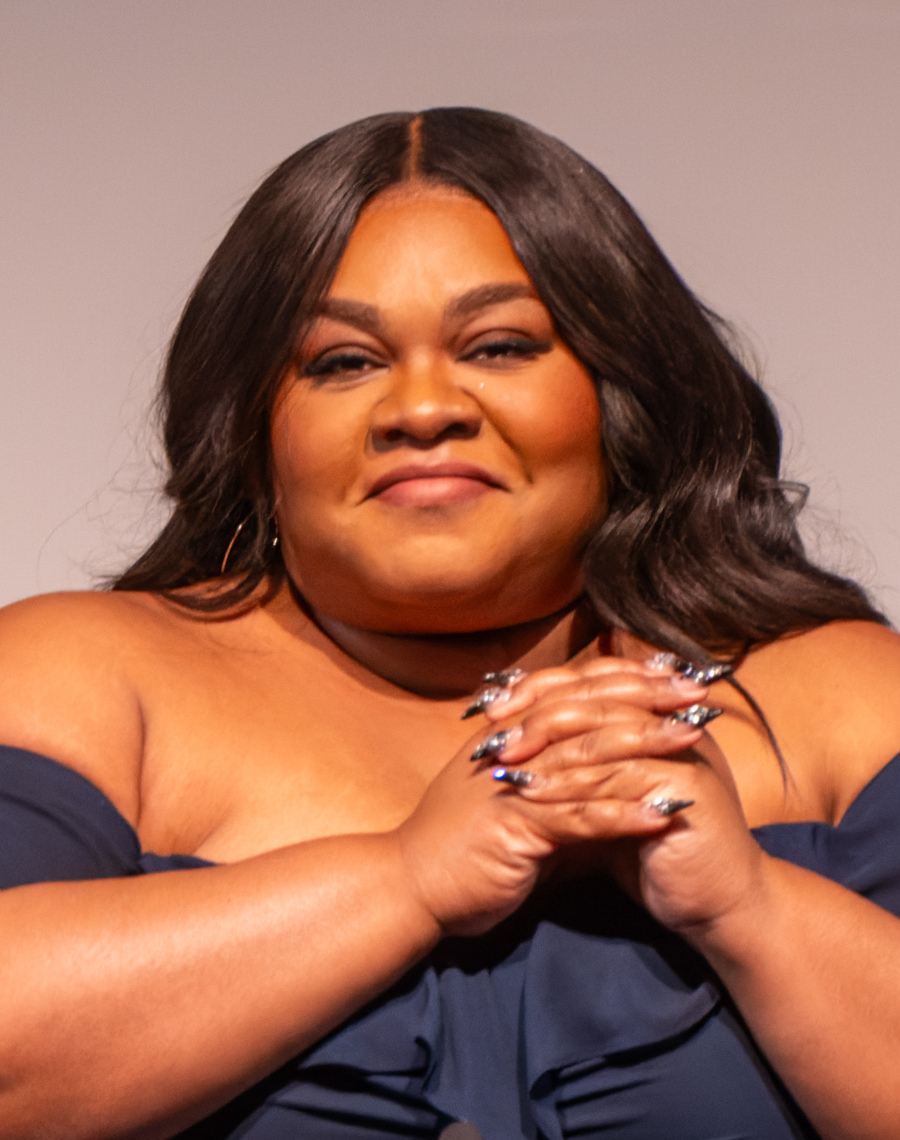
最佳配角演出：達芬·喬伊·藍道夫

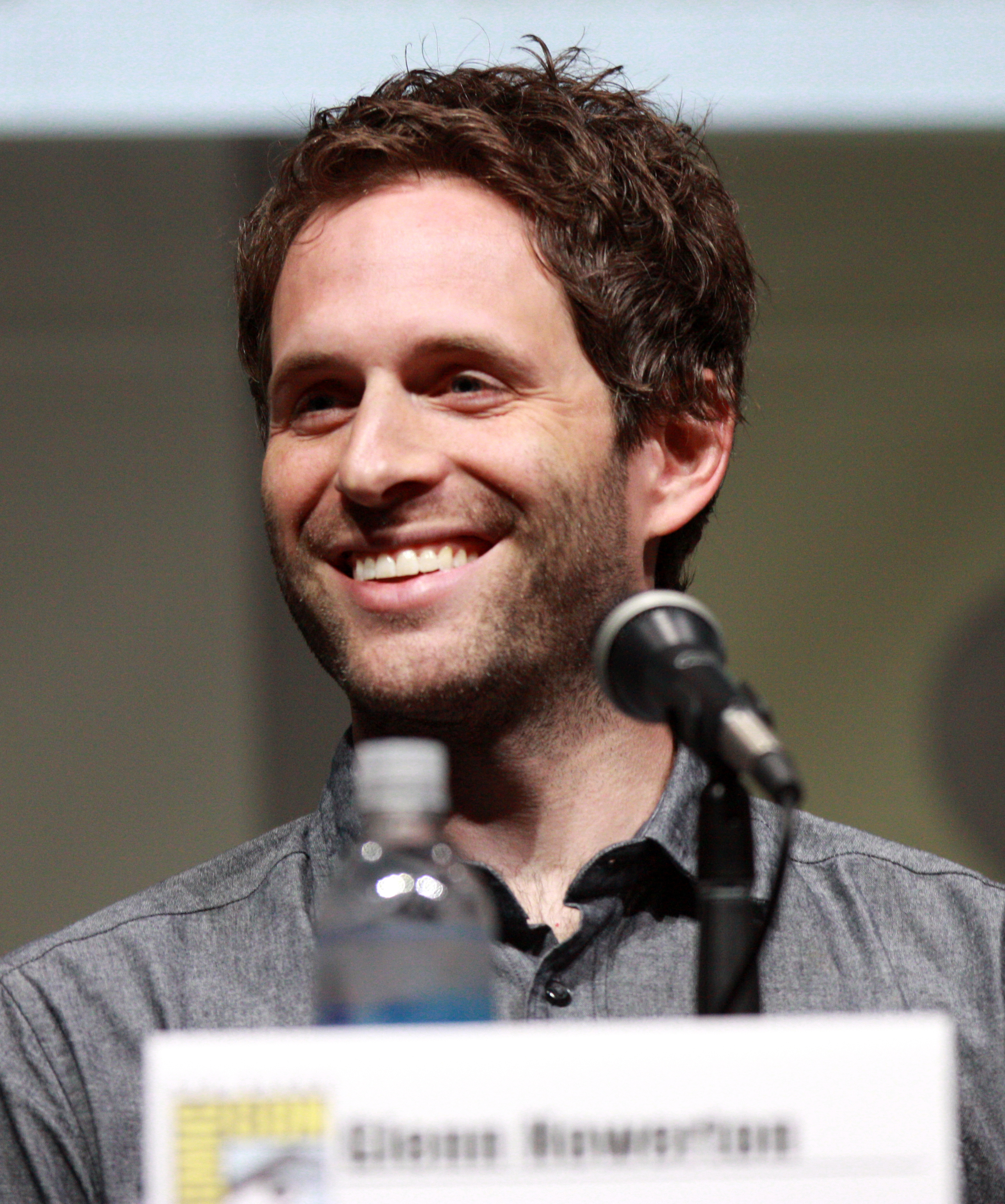
最佳加拿大電影演出：格倫·哈沃頓

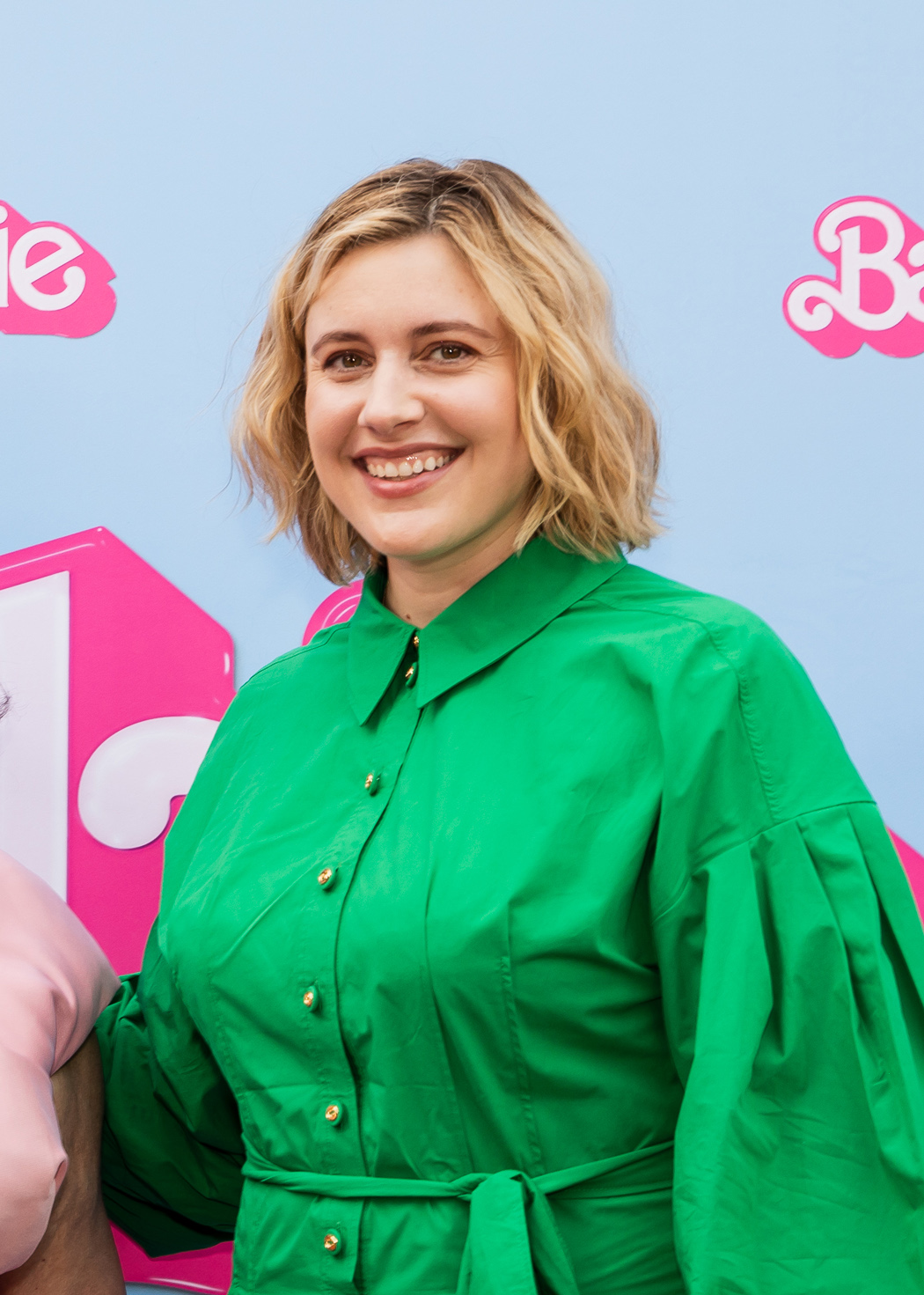
最佳原創劇本：葛莉塔·葛薇

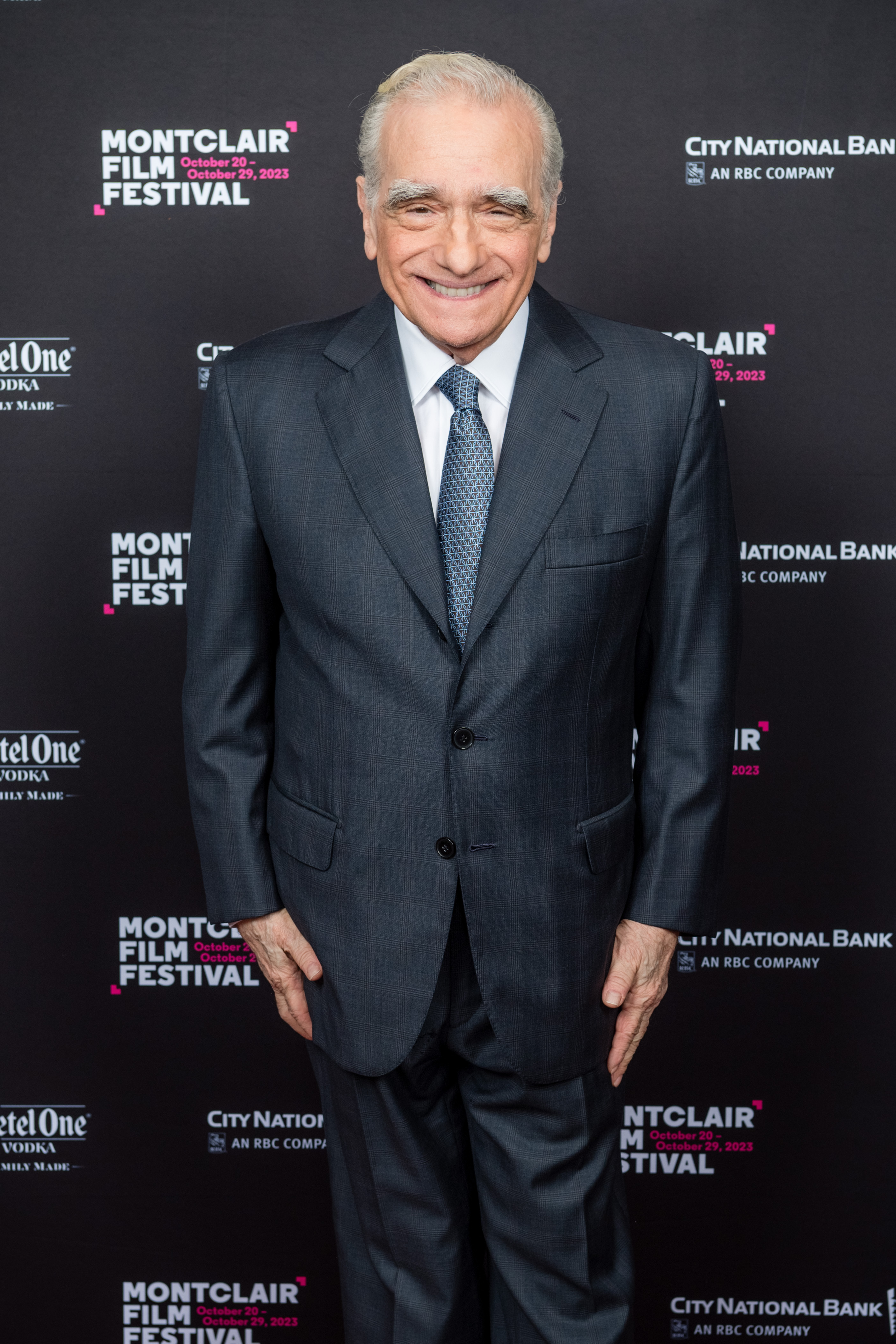
最佳改編劇本：马丁·斯科塞斯

### 最佳影片
- 《利益区域》
亞軍：
  - 《都是陌生人》
  - 《花月殺手》

### 最佳導演
- 《利益区域》強納森·葛雷澤
亞軍：
  - 《花月殺手》马丁·斯科塞斯
  - 《坠落的审判》潔絲汀·楚特

### 最佳主角演出
- 《花月殺手》莉莉·格萊斯頓
- 《坠落的审判》桑德拉·惠勒
亞軍：
  - 《滯留生》保罗·吉亚玛提
  - 《都是陌生人》安德鲁·斯科特
  - 《可憐的東西》艾瑪·史東
  - 《我的完美日常》役所廣司

### 最佳配角演出
- 《Barbie芭比》瑞恩·高斯林
- 《滯留生》達芬·喬伊·藍道夫
亞軍：
  - 《花月殺手》罗伯特·德尼罗
  - 《奧本海默》小勞勃·道尼
  - 《黑莓（英语：BlackBerry (film)）》格倫·哈沃頓（英语：Glenn Howerton）
  - 《五月的你，十二月的她》查爾斯·梅爾頓

### 最佳突破演出
- 《一千零一（英语：A Thousand and One）》泰亞娜·泰勒（英语：Teyana Taylor）
亞軍：
  - 《五月的你，十二月的她》查爾斯·梅爾頓
  - 《滯留生》多明尼克·塞薩（英语：Dominic Sessa）

### 最佳加拿大電影演出
- 《黑莓（英语：BlackBerry (film)）》格倫·哈沃頓（英语：Glenn Howerton）
亞軍：
  - 《黑莓》傑·巴魯契
  - 《他的發光搖擺（英语：Solo (2023 film)）》席爾多·派林（英语：Théodore Pellerin）

### 最佳原創劇本
- 《Barbie芭比》葛莉塔·葛薇、諾亞·波拜克
亞軍：
  - 《坠落的审判》潔絲汀·楚特、亞瑟·哈拉利（英语：Arthur Harari）
  - 《之前的我們》席琳·宋

### 最佳改編劇本
- 《花月殺手》艾瑞克·羅斯、马丁·斯科塞斯
亞軍：
  - 《親愛的陌生人》安德魯·海格
  - 《可憐的東西》東尼·麥納馬拉（英语：Tony McNamara (writer)）

### 最佳動畫片
- 《再見機器人》
亞軍：
  - 《蒼鷺與少年》
  - 《蜘蛛俠：飛躍蜘蛛宇宙》

### 艾倫·金紀錄片獎
- 《戰場日記》
亞軍：
  - 《若愛有形（英语：The Eternal Memory）》
  - 《奥勒法的女儿们（英语：Four Daughters (2023 film)）》
  - 《天鵝之歌（英语：Swan Song (2023 film)）》

### 最佳國際劇情片
- 《枯叶》
亞軍：
  - 《坠落的审判》
  - 《利益区域》

### 最佳首部劇情片
- 《分手有緣人（英语：Rye Lane）》
亞軍：
  - 《美式小說》
  - 《之前的我們》

### 羅傑斯最佳加拿大電影獎
- 《黑莓（英语：BlackBerry (film)）》
  - 《人道主義吸血鬼徵求自願獻身者（英语：Humanist Vampire Seeking Consenting Suicidal Person）》
  - 《他的發光搖擺（英语：Solo (2023 film)）》

### 羅傑斯最佳加拿大紀錄片
- 《天鵝之歌（英语：Swan Song (2023 film)）》
  - 《漩涡（英语：Rojek (film)）》
  - 《有人居住（英语：Someone Lives Here）》

### 公司3名人獎
- 查爾斯·奧菲瑟（英语：Charles Officer）

### 時代啤酒傑·史考特獎
- 雅莉安·路易斯-席茲（英语：Ariane Louis-Seize）

### 加拿大影視管理局新興影評獎
- 王薇妮（Winnie Wang）

## 外部連結
- 官方网站